# Pol van Boekel
Paulus Hendrikus Martinus „Pol“ van Boekel (* 19. September 1975 in Vierlingsbeek, Nordbrabant) ist ein niederländischer Fußballschiedsrichter und ehemaliger Fußballspieler.

## Karriere als Spieler
Van Boekel gab als A-Jugendlicher in der Saison 1993/94 bei Telstar sein Debüt im bezahlten Fußball. Wenige Tage vor seinem 18. Geburtstag wurde er in der Eerste divisie im Auswärtsspiel der Velsener bei SBV Excelsior am 4. September 1993 erstmals eingewechselt. Zwei weitere Kurzeinsätze folgten für den etatmäßigen rechten Außenverteidiger in dieser Spielzeit, nach deren Abschluss er zum Erstliga-Absteiger VVV nach Venlo wechselte. Hier spielte er zwei Jahre lang gemeinsam mit dem ein Jahr älteren Gerald Sibon; 1996/97 stand er in einer Abwehrreihe mit Ex-Nationalspieler John de Wolf. Ab der Spielzeit 1997/98 gehörte er zum Stammpersonal der Venloer, kam in dieser Saison auf 31, in der folgenden auf 32 Einsätze. Nach der Saison 1999/00 wurde sein Vertrag jedoch nicht verlängert. Van Boekel wechselte, nach 129 Einsätzen mit acht Toren in der Eerste divisie, zu JVC’31 in die höchste Amateurliga, die Hoofdklasse. Bei dem Verein aus Cuijk wollte er sich für weitere Profistationen empfehlen, merkte jedoch bald, dass ihm das nicht gelingen würde, weil das Trainingsniveau doch zu sehr von der Profiliga abfiel. Er ließ den Gedanken, weiter professionell Fußball zu spielen, nach einem halben Jahr fallen, konnte aber am Ende der Saison 2000/01 mit den Maasstädtern die Meisterschaft feiern.

### Stationen im Profifußball
- Telstar (1993/94, Eerste divisie, 3 Einsätze/0 Tore)
- VVV (1994–2000, Eerste divisie, 126/8)

## Karriere als Schiedsrichter
Schon van Boekels Vater Jos war als Schiedsrichter im Profibereich aktiv gewesen und als Linienrichter auch international zum Einsatz gekommen. Pol van Boekel hatte schon in seiner letzten Zeit bei VVV Amateurspiele gepfiffen. Er machte nun die entsprechenden Lehrgänge für Ex-Profis beim KNVB mit, unter anderem gemeinsam mit Raymond Atteveld, der später jedoch ins Trainerfach wechselte. Van Boekel gab am 14. Mai 2004 sein offizielles Debüt als Schiedsrichter im Profifußball, als er die Partie FC Dordrecht gegen TOP Oss der Eerste Divisie leitete. Zuvor hatte er jedoch bereits einmal in der Eredivisie tätig werden müssen. Beim Match N.E.C. gegen RKC Waalwijk am 6. Dezember 2003 war van Boekel als Vierter Offizieller eingeteilt und übernahm die Spielleitung in der 20. Minute, als Jan Wegereef wegen einer Leistenverletzung nicht weitermachen konnte.
Schon in der Saison 2005/06 stieg van Boekel in die A-Liste des KNVB auf, sein erstes reguläres Erstligaspiel war RBC Roosendaal gegen N.E.C. am 24. Februar 2006. Seit Anfang 2008 ist er FIFA-Schiedsrichter; am 29. Juni 2008 gab er sein internationales Debüt für die UEFA, als er im UI-Cup das Match zwischen Islands Fylkir Reykjavík und dem FK Riga aus Lettland leitete.
In der Saison 2011/12 ist er regelmäßig in der Eredivisie im Einsatz, leitete zu Anfang der Saison das Spiel um die Johan Cruijff Schaal zwischen FC Twente und AFC Ajax und war Schiedsrichter des Pokalfinals zwischen PSV und Heracles Almelo. Außerdem kam er in dieser Spielzeit erstmals in der Champions-League-Qualifikation zum Einsatz und leitete das EM-Qualifikationsspiel zwischen Malta und Georgien.
Ein Schiedsrichtervorbild habe er nie gehabt, sagte er in einem Interview 2011, von seinen zu diesem Zeitpunkt aktiven Kollegen gefalle ihm die Art von Howard Webb am besten.
Van Boekel wurde am 21. September 2016 beim niederländischen Cup-Spiel des Ajax Amsterdam gegen Willem II Tilburg als Video-Assistent eingesetzt. In dieser Funktion griff er erstmals in einem Profifußballspiel ein. Er bewertete ein Foul des Willem II Spielers Anouar Kali, das zuerst vom Hauptschiedsrichter Danny Makkelie als Gelb-Foul bewertet wurde, nach einer Videoanalyse als rotwürdig. Kali wurde daraufhin nachträglich des Feldes verwiesen.
Bei der Europameisterschaft der Frauen 2022 in England wurde van Boekel als Videoschiedsrichter eingesetzt.
Im April 2024 wurde van Boekel als Videoschiedsrichter für die Europameisterschaft 2024 in Deutschland nominiert.

## Privates
Hauptberuflich arbeitet van Boekel die vom KNVB für A-Listen-Schiedsrichter erlaubten 24 Stunden wöchentlich als Darlehensberater bei der Rabobank.